# Toumodi-Sakassou
Toumodi-Sakassou è una città e sottoprefettura della Costa d'Avorio appartenente al dipartimento di Sakassou. Conta una popolazione di 4 429 abitanti (censimento 2014).